# Nhacra
Nhacra est une ville appartenant à la région Oio du Guinée-Bissau. En 2008, il comptait 21 839 habitants.